# جاستيفيد (ألبوم)
جاستيفيد (بالإنجليزية: Justified)‏ هو أول ألبوم إستديو للمغني الأمريكي جاستن تمبرليك. تم إصداره في 5 نوفمبر 2002. من إنتاج (بالإنجليزية: The Neptunes)‏، وتمبالاند، وسكوت شتورش، و(بالإنجليزية: The Underdogs)‏، وبريان مكنيت. يتضمن الألبوم جانيت جاكسون، وكليبس، وبوبا سباركسكس. وهو ألبوم آر أند بي معاصر، ورقص البوب، وفانك، وموسيقى السول. يحتوي الألبوم علي 4 أغاني منفردة هي: لايك آي لاف يو، وكراي مي آ ريفر، وروك يور بادي، وسنيوريتا. تم ترشيح الألبوم لأربع جوائز غرامي، وحصل الألبوم علي رقم اثنان في لائحة بيلبورد 200 الأمريكية، وبيع 439000 نسخة في أسبوعه الأول، وحصل علي 3 شهادات بلاتينية من رابطة صناعة التسجيلات الأمريكية بعد بيع أكثر من 3.9 مليون نسخة في الولايات المتحدة. اعتبارا من عام 2012 باع الألبوم أكثر من عشرة ملايين نسخة حول العالم.

## وصلات خارجية
- جاستيفيد على موقع ميتاكريتيك (الإنجليزية)
- جاستيفيد على موقع الموسوعة البريطانية (الإنجليزية)
- جاستيفيد على موقع أول موفي (الإنجليزية)

- جاستيفيد على Discogs (قائمة بالإصدارات)